# Autigny
Autigny é uma comuna da Suíça, no Cantão Friburgo, com cerca de 621 habitantes. Estende-se por uma área de 6,22 km², de densidade populacional de 100 hab/km². Confina com as seguintes comunas: Chénens, Cottens, Farvagny, La Brillaz, Le Glèbe, Villorsonnens.
A língua oficial nesta comuna é o Francês.